# Фу, Марко
Ма́рко Фу (англ. Marco Fu, настоящее имя кит. упр. 傅家俊, пиньинь Fù Gūjùn, палл. Фу Гуцзюнь, кант. Фу Кучён) (род. 8 января 1978, Гонконг) — профессиональный игрок в снукер из Гонконга, самый успешный снукерист своей страны.

## Карьера
Родился в Гонконге, окончил школу обучения снукеру в Ванкувере. Марко стал профессионалом в 1998 году. В дебютном сезоне он, будучи 377-м в рейтинге, вышел в финал Гран-при, но там проиграл Стивену Ли со счётом 2:9. В 2000 году Марко сделал максимальный брейк в матче против Кена Доэрти, а через три года победил в финале Премьер-лиги Марка Уильямса со счётом 9:5. 
В 2006 году Марко имел возможность попасть в финал чемпионата мира, но не сумел вырвать победу в матче с Питером Эбдоном и уступил в решающей партии.
В сезоне 2007/08 игрок из Гонконга выиграл свой первый рейтинговый турнир — Гран-при. В финале он победил Ронни О'Салливана со счётом 9:6. На чемпионате мира 2008 года он в 1/16 финала проиграл китайцу Дину Цзюньхуэю со счётом 9:10. Фу имел возможность стать победителем и другого крайне важного турнира — чемпионата Британии — в 2008 году, но в финале уступил Шону Мёрфи, 9:10.
Самым заметным достижением Фу в сезоне 2009/10 стала победа на турнире Championship League, где в финале он обыграл Марка Аллена со счётом 3:2, изначально уступая 0:2. Это дало ему право выступить в Премьер-лиге 2010; там он остановился в полуфинале и разделил джекпот за высший брейк турнира (£ 26 700) с Питером Эбдоном: оба сделали брейк в 144 очка. Всего же его призовые на турнире составили £ 36 450.
В 2010 году Фу стал десятым игроком, достигшим отметки 200 сенчури-брейков за карьеру. В 2011 он впервые за свою карьеру вышел в финал Мастерс, но проиграл Дину Цзюньхуэю.
Марко Фу достигал 8-го места в официальном мировом рейтинге снукеристов и входит в число самых успешных снукеристов с Востока.
После 2015 года его карьера пошла на спад в связи с ухудшением зрения. В 2017 году ему сделали операцию на сетчатке глаза, но после поражения 0:6 от Ронни О'Салливана в 1/16 Мастерс-2018, Марко извинился перед болельщиками, что слишком рано вернулся в снукер после восстановительного периода после операции.  
В феврале 2020 года Фу вернулся в Гонконг из-за пандемии COVID-19 и больше не участвовал ни в каких соревнованиях Мэйн-тура, вследствие чего его рейтинг рухнул на последнюю строчку. Однако, за заслуги перед снукером, руководство WPBSA каждый год предоставляет Марко уайлд-кард и номинально он находится в официальном рейтинге Мэйн-тура.
В марте 2022 года вернулся в Мэйн-тур для участия в квалификации к ЧМ 2022, но в первом же квалификационном раунде проиграл Иану Бёрнсу (5:6)
В октябре 2022 же года Марко Фу совершил «триумфальное возвращение» в большой снукер: на пригласительном турнире Hong Kong Masters в родном городе, он в четвертьфинале выиграл у Марка Селби (5:2), а в последнем, решающем фрейме полуфинала против Джона Хиггинса, выполнил свой пятый максимальный брейк. В финале Марко Фу встретился с действующим чемпионом мира Ронни О’Салливаном (что вызвало невиданный ажиотаж: на матч мгновенно было продано 9 тыс билетов, что является рекордом для снукерного матча), которому, однако, проиграл 4:6.

## Достижения в карьере
- Гран-при финалист — 1998
- Премьер-лига победитель — 2003
- Чемпионат мира полуфиналист — 2006
- Гран-при победитель — 2007
- Чемпионат Великобритании финалист — 2008
- Championship League чемпион — 2010
- Мастерс финалист — 2011
- Открытый чемпионат Австралии чемпион — 2013
- Gibraltar Open победитель — 2015
- Чемпионат мира полуфиналист — 2006, 2016
- Scottish Open победитель — 2016

## Места в мировой табели о рангах
| Сезон                 | Место |
| --------------------- | ----- |
| 1998/99               | Дебют |
| 1999/00               | 35    |
| 2000/01               | 15    |
| 2001/02               | 17    |
| 2002/03               | 27    |
| 2003/04               | 19    |
| 2004/05               | 16    |
| 2005/06               | 25    |
| 2006/07               | 22    |
| 2007/08               | 27    |
| 2008/09               | 14    |
| 2009/10               | 8     |
| 2010/11               | 14    |
| 2010/11. 1-й пересчёт | 16    |
| 2010/11. 2-й пересчёт | 18    |
| 2010/11. 3-й пересчёт | 16    |
| 2011/12               | 23    |
| 2011/12. 1-й пересчёт | 29    |
| 2011/12. 2-й пересчёт | 24    |
| 2011/12. 3-й пересчёт | 21    |

## Серийность
| Season    | Centuries | CP | Frames/Centuries | FP | Highest Break | Frames/70’s (70/F*100%) | Frames/50’s (50/F*100%) | Rank |
| --------- | --------- | -- | ---------------- | -- | ------------- | ----------------------- | ----------------------- | ---- |
| 1998-1999 | 13        | 8  | 25,38            | 11 | 141           |                         |                         | E    |
| 1999-2000 | 23        | 6  | 17,39            | 5  | 143           |                         |                         | D-   |
| 2000-2001 | 9         | 17 | 19,44            | 6  | 147           | 6,48 (15,4 %)           | 3,57 (28 %)             | D    |
| 2001-2002 | 5         | 34 | 31               | 28 | 132           | 11,07 (9 %)             | 3,88 (25,8 %)           | F    |
| 2002-2003 | 20        | 5  | 14,35            | 5  | 139           | 7,36 (13,6 %)           | 3,63 (27,5 %)           | D-   |
| 2003-2004 | 11        | 14 | 18,82            | 13 | 140           | 6,47 (15,5 %)           | 2,96 (33,8 %)           | D+   |
| 2004-2005 | 7         | 22 | 22,71            | 20 | 133           | 8,83 (11,3 %)           | 3,79 (26,4 %)           | F    |
| 2005-2006 | 10        | 12 | 17,7             | 9  | 135           | 9,32 (10,7 %)           | 4,12 (24,3 %)           | E    |
| 2006-2007 | 8         | 25 | 18               | 17 | 142           | 8 (12,5 %)              | 3,89 (25,7 %)           | D-   |
| 2007-2008 | 30        | 2  | 9,83             | 2  | 139           | 4,4 (22,7 %)            | 2,95 (33,9 %)           | B    |
| 2008-2009 | 18        | 9  | 11,17            | 3  | 142           | 4,79 (20,9 %)           | 2,87 (34,8 %)           | B    |
| 2009-2010 | 17        | 8  | 15,18            | 10 | 144           | 5,06 (19,8 %)           | 3,23 (31 %)             | C    |
| 2010-2011 | 31        | 9  | 15,71            | 12 | 138           | 5,53 (18,1 %)           | 3,04 (32,9 %)           | D+   |
| 2011-2012 | 18        | 24 | 14,11            | 8  | 147           | 6,35 (15,7 %)           | 3,06 (32,7 %)           | C    |
| 2012-2013 | 46        | 3  | 11,61            | 4  | 142           | 5,45 (18,3 %)           | 2,87 (34,8 %)           | B-   |
| 2013-2014 | 47        | 6  | 12,02            | 5  | 138           | 4,28 (23,4 %)           | 2,59 (38,6 %)           | B+   |
| 2014-2015 | 34        | 6  | 13,88            | 6  | 147           | 5,83 (17,2 %)           | 2,97 (33,7 %)           | C    |
| 2015-2016 | 41        | 2  | 10,02            | 3  | 147           | 4,24 (23,6 %)           | 2,4 (41,7 %)            | A+   |
| 2016-2017 | 44        | 6  | 9,84             | 3  | 143           | 4,12 (24,3 %)           | 2,42 (41,3 %)           | A+   |
| 2017-2018 | 19        | 24 | 9,63             | 4  | 136           | 4,26 (23,5 %)           | 2,51 (39,8 %)           | A    |
| 2018-2019 | 21        | 25 | 10,76            | 9  | 144           | 3,9 (25,6 %)            | 2,51 (39,8 %)           | A    |

| Обозначения** |
| Менее 35 % тура показывает подобный уровень серийности или выше (F/70’s = 5,51 - 7 \|\| F/50’s = 2,91 - 3,3).    |
| Менее 20 % тура показывает подобный уровень серийности или выше (F/70’s = 4,71 – 5,5 \|\| F/50’s = 2,61 – 2,9).  |
| Менее 10 % тура показывает подобный уровень серийности или выше (F/70’s = 4 – 4,7 \|\| F/50’s = 2,36 – 2,6).     |
| Менее 5 % тура показывает подобный уровень серийности или выше (F/70’s = 3,71 - 3,99 \|\| F/50’s = 2,21 - 2,35). |

Centuries - количество сотенных серий за сезон.
CP - место по количеству сотенных серий относительно других игроков.
Frames/Centuries - количество фреймов, затраченных на выполнение одной сотенной серии.
FP - место по количеству фреймов, затраченных на выполнение одной сотенной серии, относительно других игроков.
Highest Break - наивысший брейк.
Frames/70’s (70/F*100%) - количество фреймов, затраченных на выполнение одного брейка в 70 и более очков, а также процент фреймов, проведённых с такой серией.
Frames/50’s (50/F*100%) - количество фреймов, затраченных на выполнение одного брейка в 50 и более очков, а также процент фреймов, проведённых с такой серией.
Rank – общий уровень серийности на основании всех показателей (F , E , D, C – высокая, B – очень высокая, A – выдающаяся, U, S).
* При подсчёте места учитываются только те игроки, кто сыграл за сезон 100 фреймов и более.
** Все сравнения сделаны относительно уровня игры в снукер 2011-2019 годов.